# 丘基班巴區 (康德蘇約斯省)
丘基班巴區（西班牙語：Distrito de Chuquibamba），是秘魯的一個區，位於該國南部阿雷基帕大區的康德蘇約斯省，面積1,255.04平方公里，海拔高度2,945米，2005年人口4,123，人口密度每平方公里3.3人。